# Luis Montañez Maldonado
Luis Montañez Maldonado é o guarda-redes titular da selecção estadunidense de futebol de praia.

## Palmarés
- Campeão do Torneio de Qualificação da CONCACAF para o Campeonato do Mundo de Futebol de Praia FIFA 2006.[1]

- Campeão do Torneio de Qualificação da CONCACAF para o Campeonato do Mundo de Futebol de Praia FIFA 2007.